# Rifargia dubia
Rifargia dubia är en fjärilsart som beskrevs av Heinrich Benno Möschler 1878. Rifargia dubia ingår i släktet Rifargia och familjen tandspinnare. Inga underarter finns listade.